# Adlington, Cheshire
Adlington är en ort och en civil parish i grevskapet Cheshire i England. Orten tillhör enhetskommunen Cheshire East. Folkmängden uppgick till 1 164 invånare 2011, på en yta av 15,73 km². Adlington nämndes i Domedagsboken (Domesday Book) år 1086, och kallades då Edulvintune.